# Colorín colorado
Colorín colorado és una pel·lícula espanyola de 1976 dirigida per José Luis García Sánchez, considerada la continuació, en clau de comèdia costumista espanyola, de la seva pel·lícula anterior El love feroz o Cuando los hijos juegan al amor i que mostra el xoc generacional entre els costums més tradicionals dels pares amb les més "progressistes" dels fills.

## Sinopsi
La jove parella Manoli i Fernando tenen idees comunistes i intenten viure defugint els convencionalismes burgesos, però finalment acaben acceptant l'ajuda del pare d'ella, Vicente, un petit empresari, i adopten tota classe de comoditats.

## Repartiment
- Teresa Rabal - Manoli
- Juan Diego - Fernando
- José Sazatornil - Don Vicente
- Mary Carrillo - Manolita
- María Massip - Almudena (minyona)

## Premis
Medalles del Cercle d'Escriptors Cinematogràfics
| Any  | Categoria                    | Pel·lícula   | Resultat   |
| ---- | ---------------------------- | ------------ | ---------- |
| 1976 | Millor actriu de repartiment | María Massip | Guanyadora |